# Kahau mentavejský
Kahau mentavejský (Simias concolor), nazývaný též opice pagehská či simakobu, je úzkonosá opice z čeledi kočkodanovitých. Žije pouze na Mentavejských ostrovech západně od Sumatry. Kvůli nekontrolovanému lovu a rychlému ubývání přirozeného prostředí stavy divokých populací prudce klesají. Mezinárodní svaz ochrany přírody proto druh klasifikuje jako kriticky ohrožený.

## Taxonomie
V současnosti je kahau mentavejský klasifikován jako jediný zástupce rodu Simias. Starší taxonomické příručky jej však často řadily společně s kahauem nosatým (Nasalis larvartus) do společného rodu Nasalis, pod názvem Nasalis concolor.
Jsou uznávány dva poddruhy:
- Simias concolor concolor (Miller, 1903) – nominátní poddruh z ostrovů Sipora, Severní Pagai, Jižní Pagai a několika menších ostrůvků
- Simias concolor siberu (Chasen & Kloss, 1928) – poddruh z ostrova Siberut

## Popis
Kahau mentavejský je větší opice podsaditého vzhledu s dlouhýma rukama uzpůsobenýma ke šplhání. Srst je černohnědá až černá, holá tvář je rovněž černá. Ocas je velmi krátký, jen asi 15 cm, a téměř bezsrstý, s chudou štětičkou chlupů na konci. Délka dospělého jedince (bez ocasu) je 49 až 55 cm u samic a 46 až 57 cm u samců. Samice váží v průměru 7,1 kg, samci 8,7 kg.

## Biologie a ekologie
Kahau mantavejský se zdržuje téměř výhradně jen na stromech, na zem sestupuje pouze v případě vyrušení. Vytváří dva základní typy skupin. Prvním typem jsou menší rodinné skupinky s jedním samcem a až čtyřmi samicemi. Členové rodinné skupiny se drží blízko při sobě, jejich vokální komunikace je omezená a případné hlasité projevy jsou reakcí na dění mimo skupinu. Druhým typem je čistě samčí skupina. Členové samčí skupiny se projevují hlasitými zvuky, pokřikují na sebe a snaží se předvádět svou sílu.
Potravou jsou listy, ovoce a bobule.
O reprodukčním cyklu není mnoho známo, předpokládá se, že k porodu obvykle jediného mláděte dochází v červnu či červenci.

## Populace
Zpráva IUCN z roku 2008 odhaduje počty severního poddruhu z ostrova Siberut (Simias concolor siberu) na 6000 až 15 000 jedinců, u jižního poddruhu (Simias concolor concolor) pak na 700 až 1800 jedinců. Celkový počet činí 6700 až 17 300 jedinců, což je pokles o 33 % proti odhadu z roku 1980 (26 000 jedinců). Ovšem odhady populační hustoty nasvědčují daleko rapidnějšímu poklesu: zatímco v roce 1994 byla odhadovaná hustota populace 21 jedinců na km², o 10 až 12 let později prováděné odhady vykazovaly pouze 5 jedinců na km² v případě primárního lesa a 2,5 jedince na km² v oblastech, kde se těžilo před 20 a více lety. To by odpovídalo poklesu populace o 73 až 90 % během pouhých 10 až 12 let.

## Ohrožení a ochrana
Druh je Mezinárodním svazem ochrany přírody (IUCN) od roku 2008 klasifikován jako kriticky ohrožený.. Je též uveden v příloze I CITES, mezi druhy, se kterými je veškerý mezinárodní obchod zakázán. Druh je chráněn i indonéskými zákony. Kvůli prudce klesajícím počtům je kahau mentavejský opakovaně uváděn v seznamu 25 nejohroženějších primátů světa (The World's 25 Most Endangered Primates), listině sestavované společně IUCN a organizacemi International Primatological Society a Conservation International.
Za ohrožení kahaua mentavejského je zodpovědno více faktorů. V první řadě jde o nekontrolovaný lov. Přestože je druh formálně chráněn indonéskými zákony, ochrana je uplatňována pouze na území národních parků, a navíc často nedostatečně. Místní obyvatelé považují maso kahaua mentavejského za delikatesu. Dalším významným faktorem je ztráta přirozeného prostředí v důsledku civilizačního tlaku, kahauy ohrožuje především těžba dřeva a s tím související odlesňování.